# Comuna de Roźwienica
Roźwienica (polaco: Gmina Roźwienica) é uma gminy (comuna) na Polónia, na voivodia de Subcarpácia e no condado de Jarosławski. A sede do condado é a cidade de Roźwienica.
De acordo com os censos de 2004, a comuna tem 6447 habitantes, com uma densidade 91,2 hab/km².

## Área
Estende-se por uma área de 70,69 km², incluindo:
- área agricola: 74%
- área florestal: 19%

## Demografia
Dados de 30 de Junho 2004:
|                      | Total   | Total | Mulheres | Mulheres | Homens  | Homens |
| -------------------- | ------- | ----- | -------- | -------- | ------- | ------ |
|                      | pessoas | %     | pessoas  | %        | pessoas | %      |
| População            | 6447    | 100   | 3276     | 50,8     | 3171    | 49,2   |
| Densidade (pop./km²) | 91,2    | 100   | 46,3     | 46,3     | 44,9    | 44,9   |

De acordo com dados de 2002, o rendimento médio per capita ascendia a 1353,9 zł.

## Subdivisões
- Bystrowice, Chorzów, Cząstkowice, Czudowice, Roźwienica, Rudołowice, Tyniowice, Węgierka, Więckowice, Wola Roźwienicka, Wola Węgierska.

## Comunas vizinhas
- Chłopice, Krzywcza, Pawłosiów, Pruchnik, Rokietnica, Zarzecze